# Trithecanthera
Trithecanthera es un género de arbustos con dos especies perteneciente a la familia Loranthaceae. Es originaria de  Malasia.

## Taxonomía
El género fue descrito por Philippe Édouard Léon Van Tieghem y publicado en Bulletin de la Société Botanique de France  41: 59 en el año 1894.  La especie tipo es Trithecanthera xiphostachya Tiegh.

## Especies
- Trithecanthera sparsa Barlow
- Trithecanthera xiphostachya Tiegh.